# یواس‌اس استاکدال (دی‌دی‌جی-۱۰۶)
یواس‌اس استاکدال (دی‌دی‌جی-۱۰۶) (به انگلیسی: USS Stockdale (DDG-106)) یک کشتی است که طول آن ۵۰۹ فوت ۶ اینچ (۱۵۵٫۳۰ متر) می‌باشد. این کشتی در سال ۲۰۰۸ ساخته شد.